# 瓶蘚
瓶蘚（学名：Amphidium papillosum）为曲尾蘚科瓶蘚屬下的一个种。